# Sermizelles
Sermizelles är en kommun i departementet Yonne i regionen Bourgogne-Franche-Comté i norra Frankrike. Kommunen ligger i kantonen Avallon som tillhör arrondissementet Avallon. År 2022 hade Sermizelles 249 invånare.

## Befolkningsutveckling
Antalet invånare i kommunen Sermizelles
| Referens: INSEE |